# Nagara (Fluss)
Der Nagara (jap. 長良川, Nagara-gawa) ist ein Fluss auf der japanischen Hauptinsel Honshū. Er ist 166 km lang und hat ein Einzugsgebiet von 1.985 km².
Durch das Tal führt 2020 noch die Bahnstrecke der Etsumi-nan-Linie, die parallel verlaufende Minomachi-Linie legte man 2005 still.

## Verlauf des Flusses
Der Nagara durchfließt folgende Orte:
- Präfektur Gifu:
  - Gujō
  - Mino (Gifu)
  - Seki (Gifu)
  - Gifu
  - Hashima
  - Mizuho (Gifu)
  - Ōgaki
  - Kaizu
- Präfektur Aichi:
  - Aisai
- Präfektur Mie:
  - Kuwana